# Kallithea (metropolitana di Atene)
Kallithea (in greco: Σταθμός Καλλιθέας) è una stazione della linea 1 della metropolitana di Atene. Serve il comune di Kallithea.